# 国際連合安全保障理事会決議29
国際連合安全保障理事会決議29（こくさいれんごうあんぜんほしょうりじかいけつぎ29、英: United Nations Security Council Resolution 29, UNSCR29）は、1947年8月12日に国際連合安全保障理事会で全会一致で採択された決議。イエメンとパキスタンの加盟を総会に勧告するもの。

## 概要
アルバニア、モンゴル、トランスヨルダン（ハシミテ王国）、アイルランド、ポルトガル、ハンガリー、イタリア、ルーマニア、オーストリア、イエメン・ムタワッキライト王国、ブルガリア、パキスタン・ドミニオンの国際連合加盟申請を審査した。
理事会はこのうちイエメンとパキスタンを総会で承認するよう勧告した。
決議は全会一致で採択された。

## 詳細
以下はその和訳。
安全保障理事会は、
アルバニア人民共和国、モンゴル人民共和国、トランスヨルダン・ハシミテ王国、アイルランド及びポルトガルの国際連合加盟申請の再審査並びにハンガリー、イタリア、ルーマニア、オーストリア、イエメン及びブルガリアの申請の審査に関して新規加盟に関する委員会が提出した報告を受領して検討し、
パキスタンの申請書を受領してこれを検討し、
これらの申請に関する安全保障理事会理事国の意見の陳述に十分留意したうえで、
総会に対し、次の申請者を国際連合に加盟させることを勧告する。
イエメン、パキスタン